# محمدعلی ابرآویز
محمدعلی (منوچهر) ابرآویز (۱۳۱۷-عودلاجان تهران-۱۳۹۲-تهران) شاعر، عکاس و ترانه سرای معاصر بود.

## زندگی‌نامه
محمدعلی ابرآویز در سال ۱۳۱۷ در محله عودلاجان تهران متولد شد.

## تحصیلات و سفر به اروپا و آمریکا
وی تحصیلات خود را تا اخذ دیپلم در تهران انجام داد. سپس برای ادامه تحصیل در رشته رفتارشناسی به آلمان و سپس کانادا سفر کرد. در حدود سال ۱۳۴۱ به ایران مراجعت کرد و در طی ۷ سال به فعالیت در مطبوعات و رادیوی آن زمان پرداخت.

## تغییر روش
در سال ۴۲ با مشاهده صحنه کشته‌شدن یکی از جوانان انقلابی در حوالی میدان ارک تصمیم به ترک رادیو گرفت و دیگر به آن سازمان بازنگشت و تنها به فعالیت‌های مطبوعاتی خود ادامه داد. ابرآویز از سال ۱۳۴۷ سازمان تبلیغاتی پرقدرتی را راه‌اندازی کرد که این سازمان تا زمان پیروزی انقلاب در سال ۱۳۵۷ پابرجا بود. در طی این دوره ابرآویز به واسطه فعالیت‌های موفق تبلیغاتی فرهنگی‌اش در زمینه جمع‌آوری کمک برای زلزله بوئین زهرا موفق به دریافت جایزه جهانی تبلیغات از سازمان بین‌المللی تبلیغات، IAA می‌شود.

## ثبت اختراع
ابرآویز در تابستان سال ۱۳۵۷ که برای ثبت اختراعی به انگلستان سفر کرده بود، از طریق تلویزیون از اخبار انقلاب ایران مطلع شد و خود را به سرعت به ایران رساند. او با مشورت گرفتن از رهبران انقلاب،  بهشتی،  خامنه‌ای و  هاشمی رفسنجانی تصمیم گرفت بضاعت هنری خود و سازمان تبلیغاتی باتجربه‌اش را در پیشبرد اهداف انقلاب به خدمت بگیرد. ابرآویز اعضای گروه سرود خود را با هم‌فکری  مفتح و طالقانی از جوانانی که در مجالس این بزرگواران شرکت داشتند، انتخاب و فعالیت خود را شروع کرد.

## سابقه مبارزاتی در عهد پهلوی
محمدعلی ابرآویز در اوج روزهای حکومت نظامی رژیم پهلوی با هزینه شخصی خود استودیوی موسیقی اجاره کرد، اعضای گروه سرود را در آنجا گرد آورد و به شکل مخفیانه و به دور از چشم نیروهای اطلاعاتی و نظامی، به تولید و ساخت سرودهای انقلاب پرداخت. از این لحاظ شاید بتوان گفت که او در کنار رادیو و تلویزیون و ارشاد آن زمان، تنها تهیه‌کننده مستقل هنر انقلاب محسوب می‌شد که با هزینه شخصی آثار و محصولات متنوع هنری را به تولید می‌رساند، اما کسی او را چندان در صحنه نمی‌دید. وی در زمان محمدرضا پهلوی فعالیت‌های سیاسی داشت و عکاسی از وقایعی چون نیمه خرداد ۴۲ و ۱۷ شهریور ۱۳۵۷ نموده‌است.

## پس از انقلاب
ابرآویز در سال‌های پس از پیروزی انقلاب چند سالی در خارج از کشور زندگی کرد و چند سال قبل به ایران بازگشت و برای مدتی مشاور فرهنگستان هنر بود. وی در سال‌های اخیر به تنهایی زندگی می‌کرد و از تنهایی رنج می‌برد. خاطرات و زندگی هنری او در سال‌های اخیر به همت واحد تاریخ شفاهی «دفتر مطالعات جبهه فرهنگی انقلاب اسلامی» به صورت تصویری ضبط و ثبت شده‌است.

## نمونه کارها
محمدعلی ابرآویز در سرایش ترانه مهارت زیادی داشت و برخی از ترانه‌های شهرت بسیاری دارند. آثار او ویژگی هنری بارزی داشت و آن هم این بود که از شعارهای مردم در موسیقی خود الهام می‌گرفت. سرودهای وی ارکستر نداشت و شعارهای مردمی تنها با سنج و طبل بیان می‌شد؛ به شکلی که با ضرب صدای سنج، صدای مرگ بر شاه به گوش می‌رسید. ۱۸ سرود و ترانه مشهور وی که در روزهای نخستین انقلاب اسلامی ساخته بود از جمله:
- غریو لاتخف
- بوی گل سوسن و یاسمن آید
- معمار طرح حرم
- الله اکبر
- سمفونی میدان شهدا
- آمدن موعود

و...

## درگذشت
وی پس از دوره‌ای بیماری در روز پنج‌شنبه ۲۳ آبان ۱۳۹۲ در سن ۷۵ سالگی و در روز عاشورا درگذشت.